# Museum für angewandte Kunst (Vídeň)

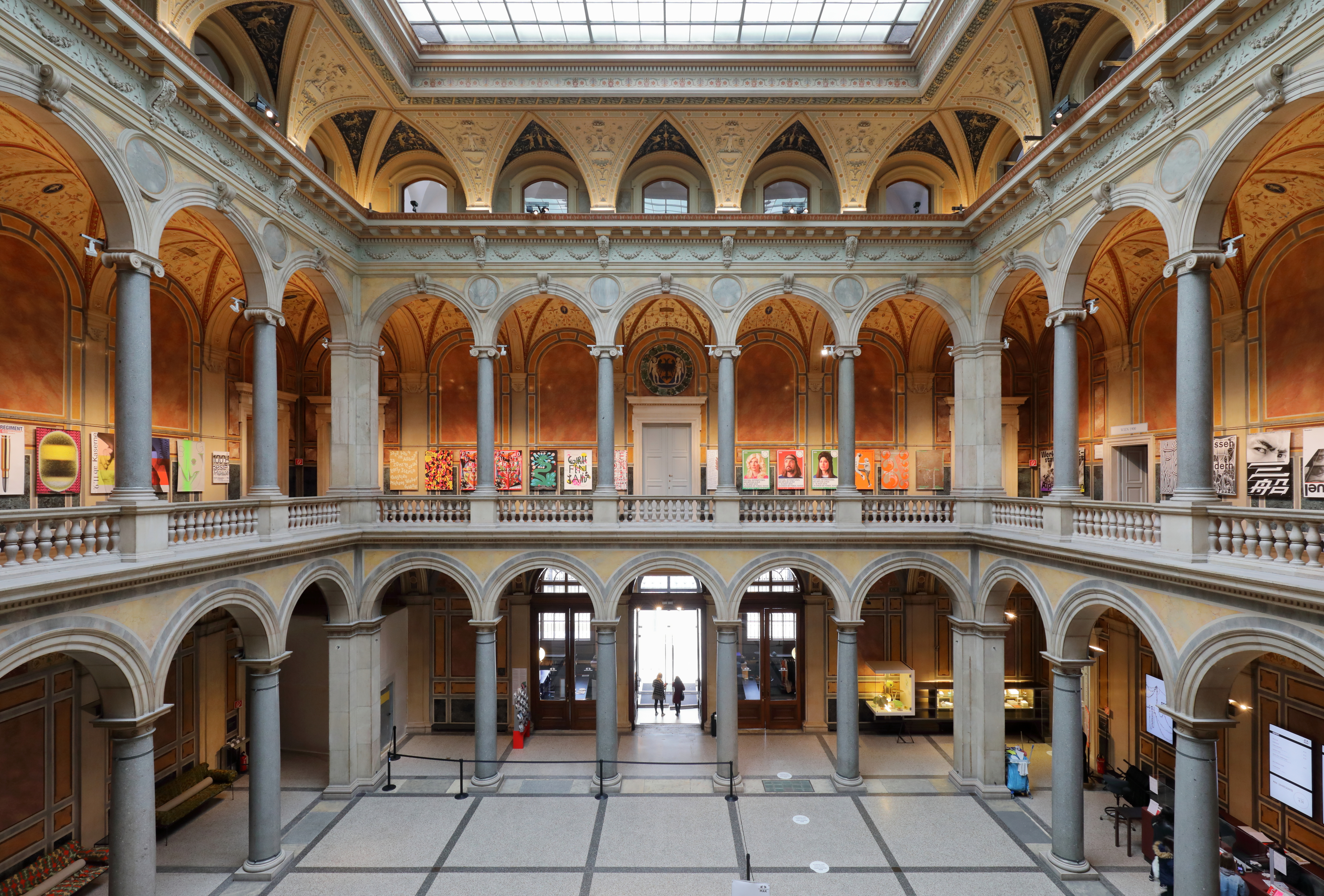
Sloupová hala Muzea užitého umění

Rakouské muzeum užitého umění/současného umění (německy Österreichisches Museum für angewandte Kunst/Gegenwartskunst, zkráceně také: MAK) ve Vídni je renomované uměleckoprůmyslové muzeum evropského významu. 
Sídlí v jižním segmentu okružní třídy Stubenring při kanálu řeky Dunaj. 

## Historie
Muzeum bylo založeno 12. května roku 1863 z iniciativy a pod vedením Rudolfa Eitelbergera, pod názvem K. und k. Österreichisches Museum für Kunst und Industrie (c. k. Rakouské muzeum umění a průmyslu), obvykle nazývané pouze Österreichisches Museum (Rakouské muzeum) bylo založeno po vzoru South Kensingtonského muzea v Londýně (nynější Victoria and Albert Museum) . Stalo se prvním muzeem tohoto typu v Rakousku-Uhersku a vzorem pro další obdobná muzea, zakládaná v monarchii později (Uměleckoprůmyslové muzeum v Opavě, Uměleckoprůmyslové muzeum v Liberci a Brně 1873, Uměleckoprůmyslové muzeum v Praze 1885). 
Významnou roli sehrálo muzeum se školou jako působiště osobností Vídeňské školy dějin umění, která byla jako celek silně ovlivněna orientací na užité umění. 
Původně muzeum sídlilo v míčovně vídeňského Hofburgu. Po zboření městských hradeb získalo pozemek při okružní třídě Ringstrassce a roku 1871 bylo přeneseno do současné budovy.
Dvoupatrovou novostavbu v novorenesančním stylu navrhl architekt Heinrich von Ferstel  a spojil ji s nově založenou budovou Uměleckoprůmyslové školy (nynější Univerzita užitého umění Vídeň). Mozaiku v tympanonu hlavního vchodu a medailony s portrétními reliéfy slavných výtvarníků na fasádě druhého patra vytvořil Leopold Forstner. Autorkou sgrafit s alegoriemi uměleckých řemesel z roku 1893 je Eugenie Munk.
Zásluhou ředitele Arthura Scaly muzeum od roku 1897 navázalo spolupráci s Wiener Werkstätte a jeho čelnými výtvarníky (Otto Wagner, Felician von Myrbach, Koloman Moser, Josef Hoffmann, Alfred Roller a další). Od té doby pořádalo výstavy současného umění.  
Roku 1938 byla instituce přejmenována na Staatliches Kunstgewerbemuseum in Wien (Státní uměleckoprůmyslové muzeum ve Vídni) a od roku 1947 až do současnosti má název Museum für angewandte Kunst (zkratka "MAK").
V roce 1907 byla budova poprvé adaptována. Po rekonstrukci z roku 1993 byly dosavadní depozitáře v suterénu budovy proměněny v tematické studijní sbírky. Při posledních úpravách byla východní stěna budovy propojena terasou nad kanálem Dunaje.
Vedle své tradiční orientace na starší umělecká řemesla a užité umění meziválečné doby se muzeum po nástupu ředitele Petra Noevera zásadně zaměřilo i na současné umění.  Výrazným symbolem této etapy se stal objekt v podobě hromady písku, nasypané do sloupové haly muzea.  
Muzeum  pořádá ve své hlavní budově  každoročně několik výstav, do června roku 2023 jich bylo 180.

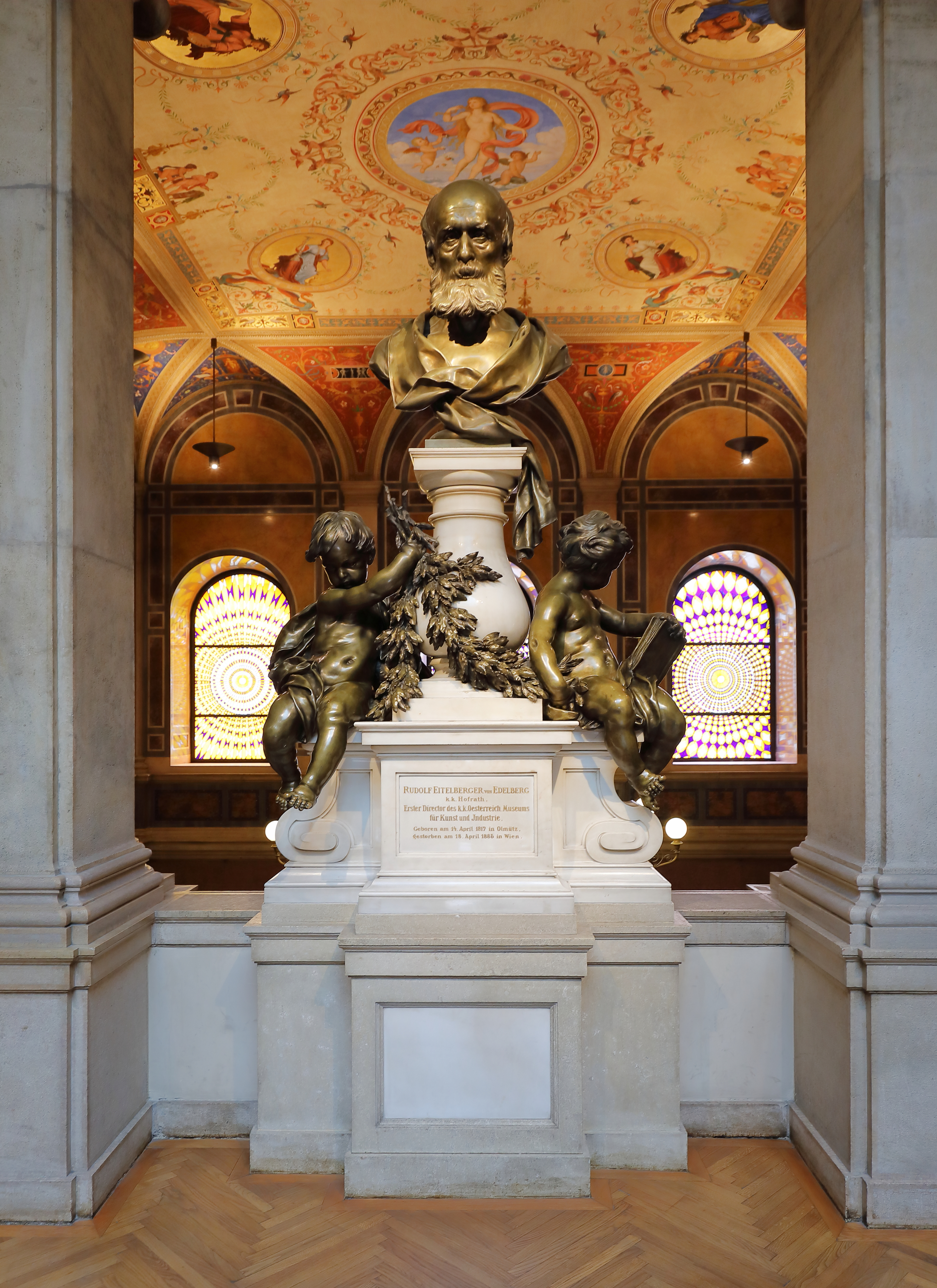
Památník zakladatele Rudolfa Eitelbergera

## Ředitelé
- Rudolf Eitelberger (1863–1885)
- Jacob von Falke (1885–1895)
- Bruno Bucher (1895–1897)
- Arthur von Scala (1897–1909)
- Eduard Leisching (1909–1925)
- Hermann Trenkwald  (1925–1927)
- August Schestag (1927–1932)*
- Richard Ernst (1932–1950)
- Ignaz Schlosser (1950–1958)
- Viktor Griessmaier (1958–1968)
- Wilhelm Mrazek (1968–1978)
- Gerhard Egger (1979–1981)
- Herbert Fux (1981–1984)
- Ludwig Neustifter (1984–1986)
- Peter Noever (1986–2011)
- Martina Kandeler-Fritsch (II.-VIII. 2011)
- Christoph Thun-Hohenstein (2011–2021)
- Lilli Hollein (2021- dosud)

## Sbírky

### MAK-Schausammlung
Výstavní kolekce sbírek muzea je rozmístěna v sálech tří pater budovy kolem sloupové haly a rozdělena tematicky a chronologicky takto:
- Vídeň kolem roku 1900, Design / Umělecké řemeslo 1890–1938
- Tapisérie
- Asie: Čína - Japonsko- Korea
- Renesance Baroko Rokoko
- Baroko Rokoko Klasicismus
- Empír Biedermeier
- Historismus Secese Art déco

Nejvýznamnějšími exponáty jsou výrobky Wiener Werkstätte, sedací nábytek firem Thonet a Kohn, Danhauser, Klimtův návrh na mozaikové obklady paláce Stoclet, Porcelánový kabinet od firmy Du Paquier z paláce Dubských v Brně, sbírka českého a benátského skla, vlámské a italské krajky, stříbro, evropský a čínský porcelán, tapisérie, japonské laky (Ukiyo-e) a barevné šablony (Katagami).

### MAK Design Lab
Pod tímto názvem je v suterénu budovy vystavena většina sbírek formou studijních depozitářů jednotlivých sbírkových oddělení. 

## Knihovna
Bohatá knihovna literatury a odborných časopisů, společně s archivem školy a Wiener Werkstätte jsou přístupné veřejnosti, a stále větší měrou také digitalizovány.

## Pobočky
- Zámek Geymüllerschlössel v 18. vídeňském obvodu Währing, kde je vystaven historický mobiliář, sbírka hodin Franze Sobka a konají se tam výstavy současného designu. Badatelům slouží studijní dokumentační středisko.
- Muzeum Josefa Hoffmanna v jeho rodném domě v Brtnici; provozováno společně s Moravskou galerií v Brně.
- Centrum pro umění a architekturu, Schindlerův dům,  Los Angeles (Center for art and architecture)